# Dmitrij Dmitrievič Ivanenko
Dmitrij Dmitrievič Ivanenko (in russo Дми́трий Дми́триевич Иване́нко?; Poltava, 1904 – Mosca, 30 dicembre 1994) è stato un fisico russo.
Docente dal 1943 all'università di Mosca, nel 1932 ipotizzò, contemporaneamente a Werner Heisenberg, un nucleo atomico composto da protoni (scoperti qualche anno prima da Eugene Golsdtein) e neutroni (scoperti nello stesso anno da James Chadwick).